# O Livro dos Insetos Humanos
O Livro dos Insetos Humanos (人間昆虫記 Ningen Konchūki) é um mangá escrito e desenhado por Osamu Tezuka. O autor coloca no centro da trama a ambiciosa Toshiko Tomura, uma bela jovem que se reinventa a todo momento para assumir o protagonismo nas mais diversas áreas, revelando-se uma grande estrela no teatro, designer de reconhecimento internacional e escritora vencedora do respeitado prêmio de literatura. Seus múltiplos talentos conferem a ela o título de gênio e ela faz a transição de um meio a outro com naturalidade e sempre de maneira espetacular, como se fosse uma borboleta em constante metamorfose.
É um mangá voltado para público adulto e que foi serializado na revista Play Comic, entre maio de 1970 e fevereiro de 1971, abordando temas como desigualdade entre gêneros, sexualidade, materialismo e a busca por sucesso a qualquer custo. Foi republicado no Japão várias vezes e por muitos editoras ao longo dos anos, seja em uma edição omnibus ou em dois volumes. A editora Vertical Comics publicou uma edição integral na América do Norte em setembro de 2011, no Brasil foi publicado pela editora DarkSide Books em julho de 2022. A obra foi adaptada em uma minissérie live-action de sete episódios em 2011 pela WOWOW, tendo a atriz Minami no papel de Toshiko Tomura.